# .gl
.gl este un domeniu de internet de nivel superior, pentru Groenlanda (ccTLD).